# Mörsch (Frankenthal)
Mörsch ist mit etwa 3000 Einwohnern der nach der Kernstadt bevölkerungsreichste Stadtteil und ein Ortsbezirk der kreisfreien Stadt Frankenthal (Pfalz) (Rheinland-Pfalz).

## Geographie
Mörsch liegt einen Kilometer nordöstlich der Stadt. Durch den Ort, auf dessen Gemarkung sich der tiefste Punkt der Pfalz (87,3 m) befindet, fließt von Süd nach Nord die Isenach. Zur Gemarkung von Mörsch gehört das Hofgut Petersau, das nordöstlich des Ortes direkt am Rhein liegt.

## Geschichte
Bis zu seiner Eingemeindung im Jahr 1919 lag Mörsch auf dem Gebiet der späteren Verwaltungseinheiten Landkreis Frankenthal (Pfalz) und Regierungsbezirk Pfalz, die im Zuge von Verwaltungsreformen 1969 bzw. 2000 aufgelöst wurden.

## Politik

### Ortsbeirat
Für den Stadtteil Mörsch wurde ein Ortsbezirk gebildet. Die Interessen der Einwohner werden durch ein eigenes Gremium vertreten. Dem Ortsbeirat gehören neun Beiratsmitglieder an, den Vorsitz im Ortsbeirat führt der direkt gewählte Ortsvorsteher.
Zur Zusammensetzung des Ortsbeirats siehe die Ergebnisse der Kommunalwahlen in Frankenthal (Pfalz).

### Ortsvorsteher
Simon Lutz (CDU) wurde am 4. Juli 2024 Ortsvorsteher von Mörsch. Bei der Kommunalwahl am 9. Juni 2024 wurde er als einziger Bewerber mit einem Stimmenanteil von 63,2 % gewählt.
Der Vorgänger von Simon Lutz, Adolf-José König (SPD), hatte das Amt 20 Jahre inne und kandidierte 2024 nicht erneut.

## Wirtschaft und Infrastruktur

### Wirtschaft
Das Hofgut Petersau beherbergt neben einem Reitbetrieb eine Produktionsstätte der Firma Intersnack, die dort u. a. Kartoffelchips herstellt.

### Vereine
- ASV Mörsch (Fußball)
- TC Mörsch (Tennis)
- Wasserhinkele (Karnevalverein)